# Thirty-Third
Thirty-Third (33) is een markant punt in de Snaefell Mountain Course op het eiland Man. Dit circuit wordt gebruikt voor de Isle of Man TT en de Manx Grand Prix. Het ligt in de A18 Mountain Road tussen Ramsey en Douglas.

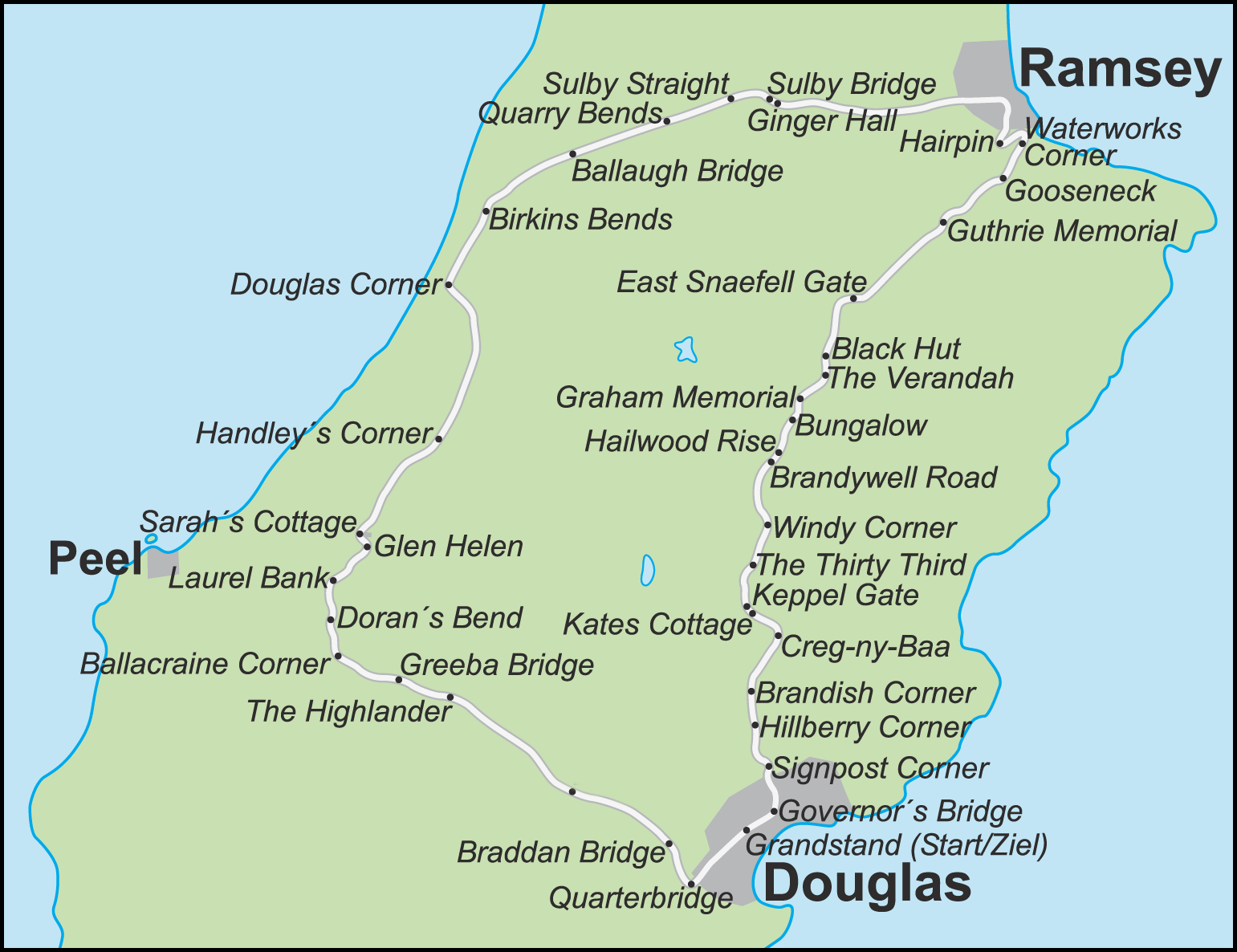
Thirty-Third ligt aan de oostkant van de Mountain Course

## Naam
Op een 60 kilometer lang circuit is het belangrijk dat marshals en hulpverleners goed weten waar ze (moeten) zijn. De namen van de markante punten op het circuit zijn vaak gebaseerd op lokale namen of die van coureurs, maar Thirty-Third dankt zijn naam aan het feit dat hier de 33e mijlpaal van de Snaefell Mountain Course staat. 

## Circuitverloop
Thirty-Third volgt na de snelle bocht Windy Corner en bestaat uit twee bochten naar links met een kort recht stuk ertussen. Daar staat een permanente, stenen marshal-shelter. Het circuit daalt hier lichtjes af en de coureurs naderen de bochten met hoge snelheid. Al in de jaren dertig, toen de weg nog aanmerkelijk smaller was, haalde men hier ongeveer 170 km/h, een snelheid die met modernere motorfietsen in de jaren vijftig nog ongeveer hetzelfde was. Over de flauwe rechter bocht vóór Thirty-Third werd toen nog niet gesproken, want die leverde geen enkel probleem op. In de jaren negentig waren de motorfietsen al zo snel dat Steve Hislop vertelde dat hij er voor terugschakelde naar de vijfde versnelling om dan de twee linker bochten als één bocht met ongeveer 250 km/h te nemen. Dat vereiste wel een exact gekozen ideale lijn, waarbij ook de ergste hobbels in de weg vermeden moesten worden.  

## Gebeurtenissen bij Thirty-Third
- Op 19 juni 1935 verongelukte Doug Pirie met een New Imperial tijdens de Lightweight TT
- Op 5 september 1946 verongelukte Peter Aitchinson met een Norton International tijdens de Manx Grand Prix[1]
- Op 31 mei 1951 verongelukte John O'Driscoll met een Rudge tijdens de training voor de Isle of Man TT
- Op 5 september 1959 verongelukte James Coates met een AJS tijdens de training voor de Manx Grand Prix
- Op 10 september 1959 verongelukte John Hamilton met een Norton Manx tijdens de Manx Grand Prix
- Op 6 juni 1992 verongelukte Manfred Stengl met een 750 cc Suzuki tijdens de Formula 1 TT[2]
- Op 1 juni 1999 verongelukte Simon Beck met een Honda RC 45 tijdens de training voor de Isle of Man TT
- Op 26 augustus 2005 verongelukte John Loder met een 500 cc Seeley G50 tijdens de training voor de Manx Grand Prix
- Op 21 augustus 2006 verongelukte Terry Craine met een 250 cc Honda tijdens de training voor de Manx Grand Prix
- Op 7 juni 2017 verongelukte de Ier Alan Bonner met een BMW S 1000 RR tijdens de kwalificatie voor de Senior TT

## Trivia

### Narrow Escapes
- Roy Hanks komt uit een echte Manx' racefamilie. Hij startte in 1966 voor het eerst in de Sidecar TT en in 2014 reed hij nog steeds. In 1988 reed hij zijn 41e race op Man (de zijspanrijders rijden twee wedstrijden per raceweek), dus hij had behoorlijk veel ervaring. Bij Thirty-Third maakte hij een van de ernstigste ongelukken uit zijn carrière mee door een domme fout. Hij vertelde daar zelf over: "We hadden de uiteindelijke winnaars (Mick Boddice en Chas Birks) al ingehaald. We reden met drie zijspancombinaties richting Thirty-Third en ik zat al te bedenken hoe spectaculair het zou zijn als ik de anderen bij Creg-ny-Baa in één keer zou inhalen. Terwijl ik dat zat te denken draaiden ze ineens naar links en ik vloog rechtdoor. Er waren veel theorieën over het ongeluk: het zou hard gewaaid hebben en ik zou met nieuwe banden geëxperimenteerd hebben, maar in feite had ik niet genoeg respect voor het circuit. Ik was er niet voor 100% bij en we vlogen van de berg af, 300 meter naar beneden." Roy en zijn neef Tom, die als bakkenist optrad, raakten gewond (Tom brak een dijbeen), maar kwamen in de jaren erna weer gewoon aan de start. Toch vertelde Roy later in een interview (lachend) over het ongeluk: "Yeah, that was Tom's fault. End of conversation!" Jaren later vertelde Dave Saville, die de Sidecar TT twee keer won: "Bij de Thirty-Third moet ik elke keer denken aan de vlucht van de berg af van Roy Hanks. Een goede gedachte waarschijnlijk… het houdt me scherp."
- In 1990 reden Trevor Nation en Robert Dunlop met de Norton RCW 588 met wankelmotor. Nation volgde Dunlop op de voet, tot die bij Thirty-Third misschakelde. Trevor Nation probeerde hiervan te profiteren en Dunlop buitenom in te halen. Een windvlaag dreef hem echter te ver naar buiten en hij kwam met meer dan 200 km/h in de berm terecht. Hij reed een aantal plastic bermplankjes omver en wierp gras en modder op het vizier van Robert Dunlop. Toch wist hij de Norton weer op de baan te krijgen, met een gescheurde stroomlijnkuip en een kapot ruitje.

(Markante punten in cursief zijn onofficiële punten of worden alleen gebruikt binnen Marshal Sectors)
1e mijl:
TT Grandstand ·
Nobles Park ·
St Ninian's Crossroads ·
Bray Hill ·
Ago's Leap ·
Quarterbridge Road ·
1st Milestone ·
2e mijl:
Wal Handley Memorial Seat ·
Quarterbridge ·
Port-y-Chee Meadow ·
Braddan Bridge ·
Jubilee Oak ·
Braddan Bridge House ·
Braddan Depot ·
Snugborough (Cronk Dhoo) ·
2nd Milestone ·
3e mijl:
Union Mills (Mullen Dhoo, Mwyllin Dhoo Aah, Mullin Doway) ·
Railway Inn ·
Ballahutchin Hill (Elm Bank Hill) ·
3rd Milestone ·
4e mijl:
Ballafreer ·
Glenlough ·
Ballagarey Corner ·
Glen Vine (Glen Darragh) ·
Ballabeg ·
4th Milestone ·
5e mijl:
Crosby ·
Crosby Left (Vicarage Corner) ·
Crosby Cross-Roads ·
5th Milestone ·
6e mijl:
Crosby Hill (Ballaglonney Hill of Halfway Hill) ·
Halfway House (The Waggon & Horses) ·
St Trinian's ·
The Highlander ·
Greeba Verandah ·
Pear Tree Cottage ·
Greeba Castle ·
6th Milestone ·
7e mijl:
Appledene (Shimmin's Corner) ·
Central Valley (Greeba Gap) ·
Greeba Bridge ·
The Hawthorn ·
Knock Breck ·
Gorse Lea ·
7th Milestone ·
8e mijl:
Ballagarraghyn ·
Ballacraine ·
Ballaspur ·
Ballig ·
8th Milestone ·
9e mijl:
Ballig Bridge ·
Doran's Bend ·
Laurel Bank ·
9th Milestone ·
10e mijl
Glen Moar Mill ·
Black Dub ·
Quarter-Distance Marker ·
The Vaish ·
Glen Helen (Glen Rhenass) ·
Sarah's Cottage ·
Creg Willey's Hill ·
10th Milestone ·
11e mijl:
Lambfell Beg ·
Lambfell (Moar) Cottage ·
Cronk-y-Voddy (Cronk-y-Voddy Straight) ·
Cronk-y-Voddy Cross Roads ·
Molyneux's ·
Cronk Bane Farm ·
11th Milestone ·
12e mijl:
Drinkwater's Bend ·
Handley's Corner (Cronk-y-Fedjag, Ballamenagh) ·
12th Milestone ·
13e mijl:
McGuinness's (Shoughlaigue Bridge) ·
Ballaskyr ·
Barregarrow Cross Roads (Cronk Aashen) ·
Barregarrow ·
Little Bray ·
Barregarrow Bottom ·
Cammal Farm ·
Cronk Urleigh ·
13th Milestone ·
14e mijl:
Ballalonna Bridge ·
Westwood Corner ·
Ballakinnag ·
14th Milestone ·
15e mijl:
Douglas Road Corner ·
Glen Wyllin Corner ·
The Mitre ·
Dave Saville Memorial Seat ·
Kirk Michael ·
The White House ·
15th Milestone ·
16e mijl:
Birkin's Bend ·
Rhencullen ·
Bishopscourt ·
Bishopscourt Farm Bends ·
Bishopscourt Straight ·
Orrisdale North ·
16th Milestone ·
17e mijl:
Dub Cottage (Bishop's Dub) ·
Alpine Cottage ·
Balla Cobb ·
17th Milestone ·
18e mijl:
Ballaugh Bridge ·
Ballaugh ·
Gwen's ·
Ballacrye Corner ·
Ballacrye ·
18th Milestone ·
19e mijl:
Quarry Bends ·
Ballavolley ·
Wildlife Park ·
Sulby Straight ·
Half-distance Marker ·
19th Milestone ·
20e mijl:
Sulby ·
Sulby Glen Hotel ·
Sulby Crossroads ·
Sulby Bridge ·
20th Milestone ·
21e mijl:
Ginger Hall ·
Kerrowmoar ·
21st Milestone ·
22e mijl:
Glen Duff ·
Glentramman ·
Temple Corner (Water Through Corner) ·
Glentramman Loop Road ·
Churchtown ·
Caravan ·
22nd Milestone ·
23e mijl:
Lezayre War Memorial ·
Ballakillingan ·
Conker Fields ·
K-tree ·
Sky Hill ·
Milntown Cottage (Pinfold Cottage) ·
Milntown Bridge (Glen Auldyn Bridge) ·
Milntown ·
Gardener's Lane ·
23rd Milestone ·
24e mijl:
Lezayre Road ·
School House Corner (Crossags, Russel's Corner) ·
Parliament Square ·
Queen's Pier Road ·
Ramsey Depot ·
Cruickshanks Corner ·
May Hill ·
24th Milestone ·
25e mijl:
Whitegates ·
Stella Maris ·
Ramsey Hairpin ·
Little Gooseneck ·
Water Works Corner ·
Ballure Reservoir ·
Mountain Section ·
Tower Bends ·
25th Milestone ·
26e mijl:
Gooseneck ·
Joey's (26th Milestone) ·
27e mijl:
Guthrie's Memorial ·
The Cutting ·
27th Milestone ·
28e mijl:
Milligan's Bridge ·
Mountain Mile ·
28th Milestone ·
29e mijl:
Three-Quarter distance marker ·
Mountain Box (East Mountain Gate, East Snaefell Gate) ·
29th Milestone ·
30e mijl:
Casey's (Rice's Corner, George's Folly) ·
Black Hut (Stonebreakers Hut, Shepherd's Hut) ·
John Smyth Memorial Shelter ·
Verandah ·
30th Milestone ·
31e mijl:
Bungalow Bridge ·
Stonebridge ·
Les Graham Memorial ·
Bungalow Bends ·
McIntyre Box ·
Murray's Museum ·
Joey Dunlop Memorial ·
The Bungalow ·
31st Milestone ·
32e mijl:
Hailwood's Rise ·
Hailwood's Height ·
Brandywell (West Mountain Gate, Beinn-y-Phott Gate, Bungalow Gate) ·
Duke's (32nd Milestone) ·
33e mijl:
Windy Corner (Nobles Corner) ·
Nobles Park Road ·
Slieu Lhost Quarry ·
Thirty-Third (33rd Milestone) ·
34e mijl:
Keppel Gate (Clarke's Corner) ·
Kate's Cottage (Shepherd's House) ·
34th Milestone ·
35e mijl:
Creg-ny-Baa (the Keppel Hotel) ·
Gob-ny-Geay (Sunny Orchard) ·
35th Milestone ·
36e mijl:
Brandish Corner (Telegraph Hill, O'Donnell's en Upper Hillberry Corner) ·
Hillberry Corner ·
36th Milestone ·
37e mijl:
Glen Dhoo Farm ·
Hillberry Road ·
Cronk-ny-Mona ·
Johnny Watterson's Lane ·
Signpost Corner ·
Bedstead Corner ·
The Nook ·
37th Milestone ·
38e mijl:
Bemahague ·
Governor's Bridge ·
Governor's Dip ·
Glencrutchery Road ·
38th Milestone